# Władysław Nadratowski

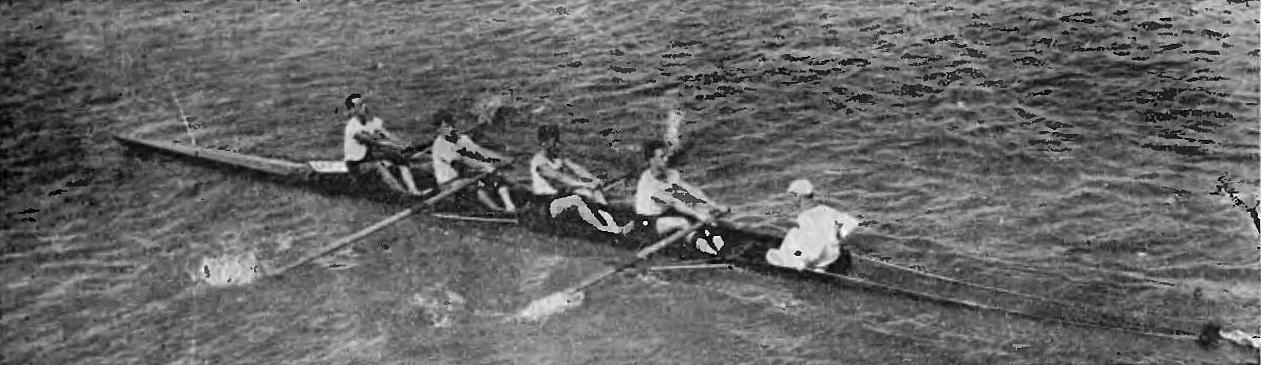
Władysław Nadratowski jako członek czwórki AZS Warszawa

Władysław Nadratowski (ur. 27 czerwca 1892 w Czerminie, zm. 20 kwietnia 1985 w Londynie) – wioślarz (sternik), prawnik, olimpijczyk z Paryża 1924. Zawodnik AZS Warszawa.

## Kariera sportowa
Był mistrzem Polski w czwórce ze sternikiem (1920, 1923–1925) oraz w ósemce (1922, 1926). Z roku 1924 na Akademickich mistrzostwach świata w wioślarstwie rozgrywanych w Warszawie zdobył złoty medal w czwórce ze sternikiem. Na mistrzostwach Europy w roku 1926 zajął 6. miejsce w ósemce. Sportową karierę zakończył w 1928 roku. Na igrzyskach olimpijskich w 1924 roku jego załoga płynąca w składzie Antoni Brzozowski, Henryk Fronczak, Edmund Kowalec, Józef Szawara i sternik Władysław Nadratowski odpadła w eliminacjach wyścigu czwórek ze sternikiem.
Po zakończeniu kariery sportowej został działaczem sportowym zaangażowanym w sport akademicki. Po wybuchu wojny przedostał się na Zachód gdzie wstąpił do Polskich Sił Zbrojnych. Po zakończeniu wojny osiadł w Londynie.

## Ordery i odznaczenia
- Krzyż Komandorski Orderu Odrodzenia Polski (3 maja 1977)[1]
- Krzyż Oficerski Orderu Odrodzenia Polski (3 maja 1975)[2]
- Srebrny Krzyż Zasługi (dwukrotnie: 19 marca 1931[3], 17 stycznia 1939[4])